# Nils Qvist
Nicolaus "Nils" Donatus Qvist, född 7 augusti 1835 i Bodilsröd, Krokstads socken, Göteborgs och Bohus län, död 30 april 1916 i Stockholm, var en svensk företagare.
Nils Qvist var son till kommissionslantmätaren Nicolaus Qvist. Efter en kort tids tjänstgöring på ett länsmanskontor i Krokstads socken var han 1851–1857 bokhållare vid sågverket i Torps socken, Bohuslän. 1857 flyttade han till Ångermanland, där han till 1871 var bokhållare och inspektor vid olika sågverk i Kramfors, Nyland, Nyvik och Sandviken. Under sin tid där skaffade han god kunskap om Ådalens skogar och förutsättningar för trävaruindustri, 1871 grundade han Strömnäs ångsågsaktiebolag, som 1877 slogs samman med Sollefteå trävaru AB under namnet Strömnäs AB. Detta företag var under slutet av 1800-talet ett av Sveriges större trävaruexportföretag, och Qvist tillhörde de ledande inom Ådalens industri. Han ledde Strömnäs AB till 1904, då han flyttade till Stockholm, men tillhörde bolagets styrelse fram till sin död. Han var även styrelseledamot i flera andra bolag som Sprängsvikens AB 1879–1904, Ångermanälvens flottningsförening 1874–1901 och AB Norrlandsbanken 1911–1912. Han var också kommunalt verksam bland annat som ledamot av Västernorrlands läns landsting. Han var far till författaren och disponenten Nils Henrik Qvist.